# Brian Mackenzie, Baron Mackenzie of Framwellgate

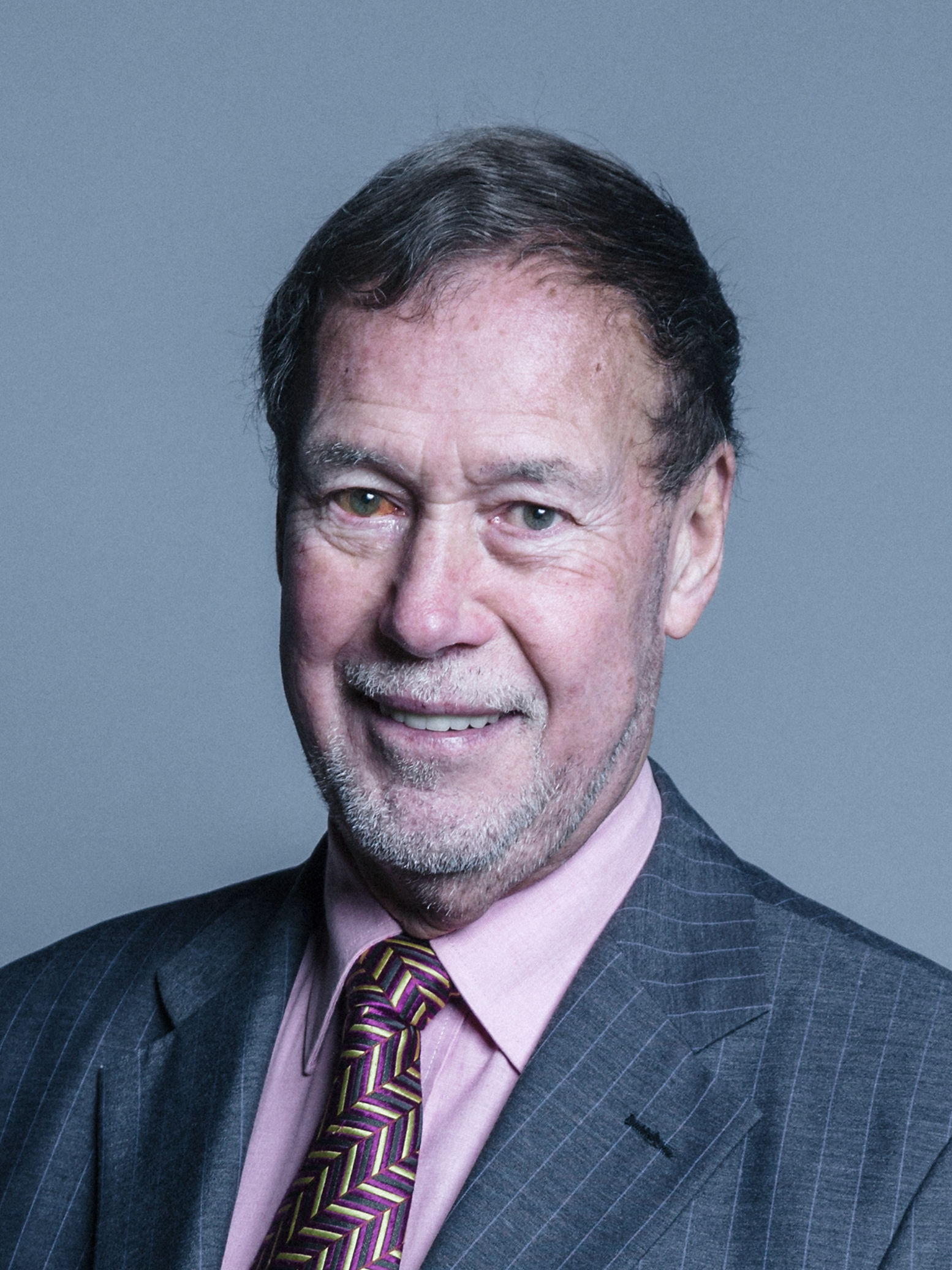
Brian Mackenzie, Baron Mackenzie of Framwellgate

Brian Mackenzie, Baron Mackenzie of Framwellgate, OBE (* 21. März 1943 in Darlington) ist ein britischer Labour-Politiker und Mitglied des House of Lords und ehemaliger Präsident der Police Superintendents' Association.

## Biografie

### Jugend und Ausbildung
Mackenzie wurde in Darlington geboren. Er ging auf die Eastbourne Boys School. Nach seinem Eintritt bei der Polizei, studierte er Recht an der University of London.

### Polizeikarriere
Er stieg schnell bei der Polizei auf, wurde Superintendent becoming a Superintendent und später Chief Superintendent in Durham.  Nach einem Studium an der FBI Academy in Quantico (Virginia), wurde er aktiv in der Police Superintendents' Association und war drei Jahre lang deren Präsident. Er war von 1997 bis 2001 Berater des Innenministers Jack Straw in Polizeiangelegenheiten.
Er übte von 1989 bis 2003 das historische Ehrenamt des Billet Masters von Durham aus. Der Rotary Club von Chester-le-Street ernannte ihn 2001 zu seinem Ehrenmitglied.
Mackenzie wurde 1998 als Officer des Order of the British Empire ausgezeichnet für seine Dienste im Polizeidienst und der Police Superintendents’ Association of England and Wales.

### Politik
1998 wurde Mackenzie als Baron Mackenzie of Framwellgate, of Durham in the County of Durham, zum Life Peer erhoben. Im House of Lords redete Mackenzie meist zu Themen des Polizei- und Kriminalwesens.
Am 2. Juni 2013 veröffentlichte die Sunday Times einen Artikel, in dem sie Lord Mackenzie  sowie Lord Cunningham und Lord Laird beschuldigte in die sogenannten Cash for access Affaire verwickelt zu sein. Die Sunday Times wirft ihm vor, verdeckt arbeitenden Reportern angeboten zu haben, gegen Bezahlung einen Empfang im House of Lords zu veranstalten und dort Kontakte zu anderen Mitgliedern des House of Lords zu arrangieren. Gegenüber der BBC bestritt er die Parlamentsregeln gebrochen zu haben.

### Persönliches
Er ist verheiratet und hat zwei Kinder und vier Enkel.